# Габороне (кгосі)
Габороне (*бл. 1825 — 1931) — кгосі (володар) батлоква-цвана в 1880—1931 роках. На його честь названо столицю сучасної Ботсвани.

## Життєпис
Правнук Богуцу, кгосі батклоква, що першим прибув до теперішньої Ботсвани. Син Матлапенгак, офіційного спадкоємця влади. Народився близько 1825 року. Втім його батько не здобув влади через молодість. Кгосі став Лесаге, стрийко Габороне. Невдовзі Матлапенг разом зі своїм братом Башою відокремилися від лесаге, який доєднався до Себетване, вождя макололо.
Баша і Матлапенг рушили до земель сучасного Квененгу. 1835 року Матлапенг після смерті Баши став новим кгосі. Заснував ставку Лепалонг. Під тиском бурів та матабеле відступив північніше, підкорившись Сечеле I, кгосі баквена. Проте невдовзі вони погиркалися й батлоква відкочували на південний захід.
З 1840-х років Габороне брав участь у війнах із сусідніми племенами. 1875 року відзначився у битві проти баквена біля Молепололе, де врятував Ленціе, кгосі, племені бакгатла.
1880 року після смерті батька успадкував владу над батлоква. Невдовзі троє його братів із загонами від'єдналися від загалу, рушивши в пошуках нових земель. 1885 року погодився увійти до протекторату Бечуаналенд. 1887 року Габороне заснував ставку Тлоквенг на річці Нотване. Оскільки ці землі номінально належали баквена, то Габороне відправив гроші та худобу Сечеле I в якості компенсації за зайняту територію.
1895 року було домовлено про проходження через Тлоквенг залізниці. Як компенсацію Британська Південно-Африканська компанія встановила пожиттєву компенсацію Габороне у 150 фунтів стерлінгів на рік. З 1890-х років Тлоквенг отримує неофіційну назву поселення Габороне. Згодом назву перекрутили на Габоронес. Помер кгосі 1931 року. Йому спадкував онук Матлак.